# Victoria Koblenko
Victoria Koblenko, née le 19 décembre 1980, est une actrice et présentatrice néerlandaise d'origine ukrainienne.

## Filmographie
- 2018 : Insomnia TV : Dr Burn
- 2018 : Devochki ne sdayutsya (ru) TV : Вика (Vika)
- 2018 : Centraal Medisch Centrum II (nl) TV : Dr Lis van der Laan
- 2017 : Huisvrouwen bestaan niet (nl) : Titia
- 2017 : Centraal Medisch Centrum I (nl) TV : Dr Lis van der Laan
- 2016 : Flikken Rotterdam (nl) TV : Anxhela Bergiri
- 2016 : Danni Lowinski (nl) TV : Ellen Boersma
- 2016 : Свидание вслепую (Blind date) TV : Василиса (Vasilisa)
- 2015 : The Paradise Suite : Ana
- 2015 : Fashion Chicks : Victoria Wolff
- 2015 : В час беды TV : Маша (Masha)
- 2015 : Марш - бросок Охота на охотника TV : Ольга
- 2015 : Meiden van de Herengracht (nl) TV : Fleur
- 2014 : Caps Club (nl) TV : Birgit
- 2013 : Bloedverwanten III (nl) TV : Laura
- 2012 : De Club van Sinterklaas en het geheim van de Speelgoeddokter (nl) : Nicole
- 2012 : Feuten (nl) TV : Anne Fleur
- 2011 : Bloedverwanten II (nl) TV : Laura
- 2010 : Bloedverwanten I (nl) TV : Laura
- 2011 : Van God Los (nl) TV : Miranda
- 2000-2010 : Goede tijden, slechte tijden TV : Isabella Kortenaer
- 2009 : Sorry Minister (nl) TV : Tanje de Loo
- 2009 : Vuurzee (nl) TV : Kim van Megen/Liesbeth Kempenaer
- 2006 : Sl8n8 (nl) : Kristel Lodema
- 2006 : Doodeind : Laura
- 2006 : Boks (nl) TV : Anke
- 2006 : Van Speijk TV : Charmaine
- 2006 : Mes plus belles années
- 2004 : Het glazen huis (nl) TV : Victoria Koblenko
- 2004 : Stille Nacht (nl) : Marieke Kopermolen
- 2001 : Costa! (nl) TV : Quirine